# 足下
足下是中国古代对他人的敬称，在乐毅的《报燕惠王书》、《战国策》、《史记》中，都可以见到足下的称谓。其中有用于下级称呼上级的，也有平辈之间的互称。
足下的來原不詳，根據刘敬叔所寫的《异苑》卷十记载，晋文公寻找功臣介子推，并放火烧山想逼他出来，但介子推不肯出山，抱树而亡。晋文公用这棵树做了木屐，对着木屐感叹道：“悲乎足下！”这就是足下的由来。
但很多人并不同意这种说法，裴骃注解《史記 秦始皇本紀》时引用蔡邕的话说：“群臣士庶相与言，曰殿下、陛下、足下、侍者、执事，皆谦类。”指这些称呼都是敬称。